# 恩斯特·海因里希·卡尔·冯·德兴

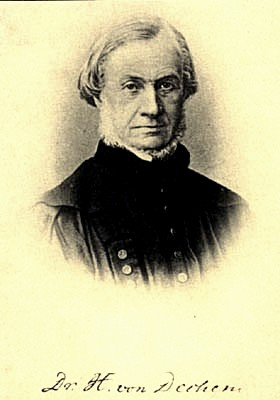
恩斯特·海因里希·冯·德兴

恩斯特·海因里希·卡尔·冯·德兴（德語：Ernst Heinrich Karl von Dechen，1800年3月25日—1889年2月15日）是一位德国地质学家。

## 生平
1800年3月25日，他生于柏林，曾就读于柏林洪堡大学，后分别在波鸿和埃森学习矿物学。1820年被分配到普鲁士自由邦采矿部门任职，一直工作到1864年。1834年-1841年曾在柏林大学担任过数年矿物学教授，之后，在普鲁士矿业部迁至波恩后，升任为部门主管。
在最初几年，他开始学习其他国家的采矿系统，为此曾与卡尔·冯·奥恩豪森（Karl von Oeynhausen，1797年-1865年）一道，到访过英格兰和苏格兰。在工作中，他特别注重对西发里亚和北欧地区煤矿资源的研究，由此，也极大地推动了莱茵省采矿和冶金业的发展。
他为地质文献作出了许多贡献，尤其是以下几方面：
- 1825年与冯·奥恩豪森和拉罗什合著的《巴塞尔和美因兹之间，特别是含岩盐莱茵地区的地质构造》（Geognostische Umrisse der Rheinländer zwischen Basel und Mainz mit besonderer Rücksicht auf das Vorkommen des Steinsalzes），2卷，柏林；
- 1861年《莱茵河畔七峰山地质构造指南》（Geognostische Führer in das Siebengebirge am Rhein），波恩；
- 1873年《德意志帝国的山脉类型和可用矿藏》（Die nutzbaren Mineralien und Gebirgsarten im deutschen Reiche）[2]。

最著名的成果是35张比例为1：80000的莱茵普鲁士和西发里亚地质图，并同时发表了两卷说明书（1855年-1882年）。1869年他还发表过一幅小型德国地质图。
1889年2月15日，他在波恩去世，享年88岁。

## 悼念
正交晶系中的冯德兴矿岩就是在2016年以他的名字所命名

## 备注
1. ↑  Blanford, W. T. . 《地质学会季刊》. 1890, 46: 第49–51页.
2. 1 2 3 4   此句或之前多句包含来自公有领域出版物的文本: Chisholm, Hugh (编). .  7 (第11版). London: Cambridge University Press: 912页. 1911.
3. ↑  Mineralienatlas WiKi: "Vondechenite" （页面存档备份，存于）

## 延伸阅读
Koch, M. .  3. New York: Charles Scribner's Sons: 第623–624页. 1970–80. ISBN 0684101149 （英语）.